# Deres Péter
Deres Péter (Miskolc, 1978. december 24. –) magyar dramaturg, író, műfordító.

## Életpályája
Első diplomáját az ELTE BTK magyar-skandinavisztika (svéd) – összehasonlító irodalomtörténet szakán szerezte. 2000–2005 között a Színház- és Filmművészeti Egyetem színháztudomány szakán tanult. Tagja volt az Eötvös Collegiumnak, a Kölcsey Ferenc Szakkollégiumnak, a Vígszínház Drámaíró Műhelyének, a Bárka Színház Hajónapló Műhelyének. 2002–2004 között a Bárka Színház, 2005–2015 között a Vígszínház dramaturgja volt. 2015-től a Pesti Magyar Színházban dolgozik.
2003-tól az ELTE doktori iskolájában tanult. Tanított az ELTE-n, az Eötvös Collegiumban, a Színház- és Filmművészeti Egyetemen, a Shakespeare Színiakadémián, a Balassi Bálint Intézetben. Regényt, drámát, filmforgatókönyvet fordít német, angol és svéd nyelvből.

## Könyvei
- Kriptogram (2008)

## Fordításai
- Åsa Larsson – Ingela Korsell: A varázsbot
- Åsa Larsson – Ingela Korsell: A démonkutya
- Åsa Larsson – Ingela Korsell: A kísértet
- Ulla-Carin Lindquist: Evezők nélkül
- Osztovits Cecília (szerk.): Őszi álom
- Kjell Espmark: Az irodalmi Nobel-díj
- Jegesmedvék

## Díjai és kitüntetései
- Örkény István Drámaíró Ösztöndíj (2003)
- Katona József Alkotói Támogatás (2005)
- A Színház című folyóirat Kritikapályázatának díja (2005)